# Autophila himalayica
Autophila himalayica là một loài bướm đêm trong họ Erebidae.